# アブソリュート (香料)
アブソリュート（英語: absolute）とは、室温で植物の香りを溶媒に移し抽出（溶媒抽出法、または昔ながらのアンフルラージュ法）した香料で、高温の水蒸気蒸留で抽出する精油と区別される。

## 製造法
まず、非極性化合物の抽出をするためヘキサンのような無極性有機溶媒を植物材料に添加する。この溶液を濾過し、蒸留により濃縮してコンクリートと呼ばれる ろう状の塊を造る。ヘキサンより極性がある香り成分はコンクリートからエタノールに抽出される。最後にエタノールを蒸発させると、油（アブソリュート）が残る。